# Жардин (Мату-Гросу-ду-Сул)
Жардин (порт. Jardim) — муниципалитет в Бразилии, входит в штат Мату-Гросу-ду-Сул. Составная часть мезорегиона Юго-запад штата Мату-Гроссу-ду-Сул. Входит в экономико-статистический микрорегион Бодокена. Население составляет 23 341 человек на 2007 год. Занимает площадь 2201,725 км². Плотность населения — 10,58 чел./км².

## История
Город основан 14 мая 1946 года.

## Статистика
- Валовой внутренний продукт на 2005 год составляет 142 090 000,00 реалов (данные: Бразильский институт географии и статистики).
- Валовой внутренний продукт на душу населения на 2005 год составляет 6087,57 реалов (данные: Бразильский институт географии и статистики).
- Индекс развития человеческого потенциала на 2000 год составляет 0,774 (данные: Программа развития ООН).

## География
Климат местности: субтропический гумидный.

## Галерея

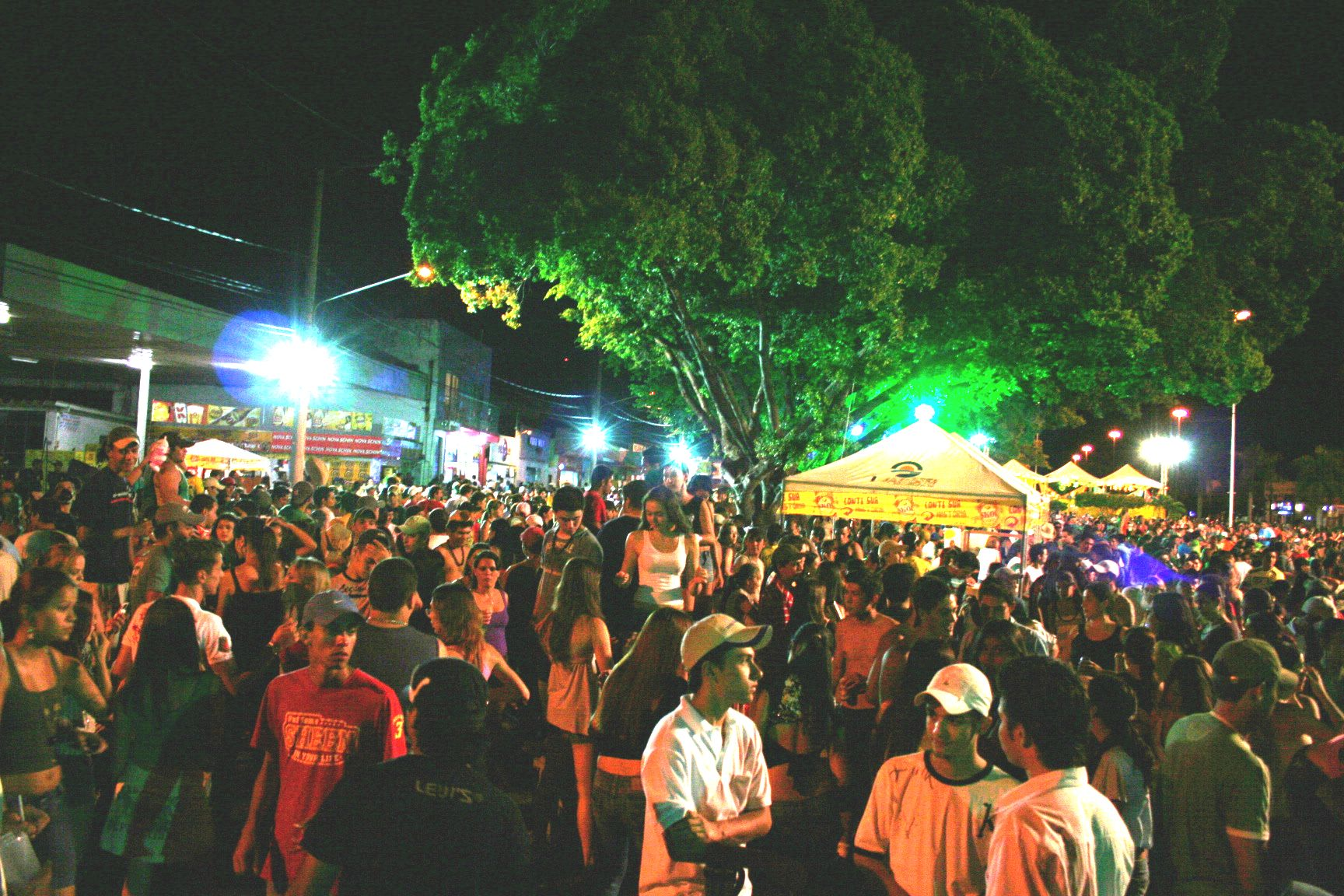